# Sobiborski Park Krajobrazowy
Der Landschaftsschutzpark Sobibór (Sobiborski Park Krajobrazowy) ist ein Naturschutzgebiet der Kategorie Landschaftsschutzpark in der Woiwodschaft Lublin, Polen. 

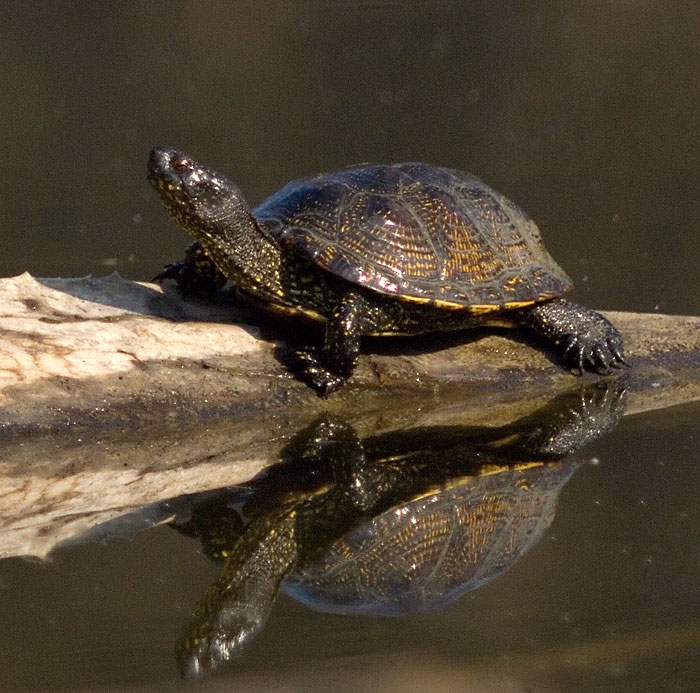
Europäische Sumpfschildkröte

Namensgebend ist das Dorf Sobibór, das durch das Vernichtungslager bekannt wurde. Der Park liegt auf dem Gebiet des Powiat Włodawski, auf dem Gebiet der drei Landgemeinden Hańsk, Wola Uhruska und Włodawa mit dem Ort Sobibór.
Der Park wurde am 28. März 1983 gegründet, hat eine Fläche von 111,66 km², eine Pufferzone von 90 km² und ist selbst Pufferzone des westlich gelegenen Nationalparks Polesie (Poleski Park Narodowy). Die Region gehört zur Łęczyńsko-Włodawska-Seenplatte.
Das Schutzgebiet umfasst zu 75 % Wald (Kiefer, Birke und Erle), 5 % Torfmoore und Sümpfe, 10 % Wiesen, 2 % landwirtschaftliche Flächen und 2 % Wasserflächen. Im Park liegen sechs Naturreservate mit 16,7 km², die 15 % der Gesamtfläche umfassen. Ein Reservat umfasst den Orchowe-See, ein anderes schützt die europäische Sumpfschildkröte. Zur Tierwelt gehören daneben auch Seeadler, Schreiadler, Birkhuhn, Rohrdommel, Schellente, Haubentaucher, Schwarzstorch und die Elritze. Die Flora umfasst 100 Pflanzengemeinschaften, von denen 55 Arten selten, darunter 44 geschützt sind.